# Frost (film)
Frost (Šerkšnas) è un film drammatico del 2017 diretto da Šarūnas Bartas.
Proiettato nella sezione Quinzaine des Réalisateurs al Festival di Cannes 2017 è stato selezionato come film lituano per il miglior film in lingua straniera ai 90th Academy Awards, ma non è arrivato alla candidatura nella cinquina finale.

## Trama
Il giovane lituano Rokas (interpretato da Mantas Janciauskas), accompagnato dalla sua ragazza Inga (Lyja Maknaviciute), guida un furgone, contenente aiuti umanitari, verso la regione ucraina del Donbass.
Nel tragitto incontrano un loro amico Andrei con cui partecipano ad una festa organizzato dal medesimo. Da qui visiteranno luoghi desolati tra la Polonia e altri ex stati sovietici in cui Rokas inizia a manifestare un profondo senso di smarrimento visto anche negli occhi della gente del posto.
Attraverso questo viaggio si apre una luce su di una realtà che i media non possono facilmente esprimere. Rokas e Inga si trovano di fronte a scene di violenze e morte nella guerra del Donbass, incontrano diversi sopravvissuti ed alcuni giornalisti di guerra. Avvicinandosi al fronte, dove ancora si combatte, i due giovani iniziano a rendersi conto della fragilità della vita e dell'importanza dell'amore.

## Produzione
Il film è stato girato nelle città di frontiera di Kurakhove, Marinka e Krasnohorivka. Alcune scene sono state girate a una distanza di 200-300 metri dal fronte. Le riprese si sono svolte anche a Kiev e Dnipro in Ucraina ed in alcune città in Polonia e Lituania.